# Rudy Clark
Rudolph Clark (New York, 29 ottobre 1935 – Florida, 3 settembre 2020) è stato un cantautore statunitense.
A lui sono attribuite canzoni di successo come If You Gotta Make a Fool of Somebody, Got My Mind Set on You, The Shoop Shoop Song (It's in His Kiss) e Good Lovin' (scritta assieme ad Artie Resnick). Fu soprattutto attivo e in carriera dai primi anni '60 fino all'inizio degli anni '70. I suoi diritti d'autore sono più di 250 e sono elencati da BMI.

## Biografia
Mentre lavorava come postino a New York City nel 1961, Clark scrisse canzoni e scoprì il cantante James Ray in un piccolo nightclub. Le canzoni di Clark conquistarono l'interesse di Gerry Granahan della Caprice Records, e Clark suggerì che Ray le registrasse. Di conseguenza, Ray registrò la canzone di Clark If You Gotta Make a Fool of Somebody, che divenne un successo pop e R&B nel 1962 e fu in seguito un successo per Freddie and the Dreamers . Ray registrò anche Got My Mind Set on You, che divenne il primo successo di George Harrison negli Stati Uniti e il secondo nel Regno Unito nel 1987, e fu il primo successo in 18 paesi.
Clark era un caro amico del cantante Bobby Darin, proprietario della TM Music/Trio, la casa discografica presso cui lavorava Clark. Clark e Darin collaborarono a diversi successi, tra cui Do the Monkey.
Clark scrisse il classico pop nella Top 10 It's in His Kiss (The Shoop Shoop Song), registrato per la prima volta da Merry Clayton e poi da Betty Everett nel 1964. La canzone è stata spesso rivisitata da altri artisti, in particolare nella versione che è diventata un successo mondiale per Cher nel 1991. Insieme ad Arthur Resnick, Clark aiutò a scrivere Good Lovin', registrata da The Olympics nel 1965 e poi rifatta come hit numero 1 dagli Young Rascals l'anno successivo. Altre composizioni di Clark includono Fool, Fool, Fool, registrata nel 1964 da Little Joey & the Flips e poi ripresa da Roosevelt Grier, dagli A-Cads e da Ray Brown &amp; the Whispers, dove le ultime due versioni raggiunsero rispettivamente il primo posto in Sudafrica e Australia. La sua canzone Waddle, Waddle è presente nel film Hairspray.
Clark compose All Strung Out Over You che fu registrato dai The Chambers Brothers e pubblicato su Columbia 4-43957 il 19 dicembre 1966. Divenne un successo regionale per il gruppo e l'11 gennaio 1967 era al numero 34 nella classifica WMCA.
Clark è stato candidato al Grammy Award per la migliore canzone R&B per il suo contributo principale alla scrittura del successo del 1972 nella Top Five Everybody Plays the Fool dei Main Ingredient. Oltre ai successi pop, Clark scrisse diverse canzoni per la serie di cartoni animati Harlem Globetrotters dei primi anni '70.
Oltre ad essere ascoltato nelle radio oldies, le canzoni di Clark ha trovato posto nei teatri di Broadway, facendo riferimento ad Haarlem Nocturne (1984) di André DeShields e a Street Corner Symphony (1997) di Marion J. Caffey.

## I successi nelle classifiche
| Year                                                                            | Song                                      | Original artist     | Co-writer(s) with Clark    | US Pop | US R&B | UK | Other charting versions |
| ------------------------------------------------------------------------------- | ----------------------------------------- | ------------------- | -------------------------- | ------ | ------ | -- | --- |
| 1961                                                                            | "If You Gotta Make a Fool of Somebody"    | James Ray           |                            | 22     | 10     | —  | 1963: Freddie and the Dreamers, #3 UK 1965: Maxine Brown, #63 US pop                                                                                             |
| 1962                                                                            | "Itty Bitty Pieces"                       | James Ray           |                            | 41     | —      | —  | |
| 1962                                                                            | "Got My Mind Set On You"                  | James Ray           |                            | —      | —      | —  | 1987: George Harrison, #1 US pop, #2 UK |
| 1962                                                                            | "Waddle, Waddle"                          | The Bracelets       |                            | 113    | —      | —  | |
| 1963                                                                            | "Do the Monkey"                           | King Curtis         | Bobby Darin                | 92     | —      | —  | |
| 1963                                                                            | "Shirl Girl"                              | Wayne Newton        | Bobby Darin                | 58     | —      | —  | |
| 1963                                                                            | "The Shoop Shoop Song (It's in His Kiss)" | Merry Clayton       |                            | —      | —      | —  | 1964: Betty Everett, #6 US pop, #1 R&B, #34 UK (1968) 1975: Linda Lewis, #107 US pop, #97 R&B. #6 UK 1977: Kate Taylor, #49 US pop 1990: Cher, #33 US pop, #1 UK |
| 1964                                                                            | "Beg Me"                                  | Chuck Jackson       |                            | 45     | 5      | —  | |
| 1964                                                                            | "What Can a Man Do?"                      | Ben E. King         |                            | 113    | 39     | —  | |
| 1964                                                                            | "Do It Right"                             | Brook Benton        |                            | 67     | 33     | —  | |
| 1965                                                                            | "Why Don't You Let Yourself Go"           | Mary Wells          |                            | 107    | —      | —  | |
| 1965                                                                            | "Good Lovin' "                            | The Olympics        | Artie Resnick              | 81     | —      | —  | 1966: The Young Rascals, #1 US pop |
| 1967                                                                            | "You Can't Stand Alone"                   | Wilson Pickett      |                            | 70     | 26     | —  | |
| 1968                                                                            | "A Woman With the Blues"                  | The Lamp Sisters    |                            | —      | 20     | —  | |
| 1971                                                                            | "You Shouldn't Have Set My Soul on Fire"  | Inez Foxx           |                            | —      | 50     | —  | |
| 1972                                                                            | "Everybody Plays the Fool"                | The Main Ingredient | J. R. Bailey, Ken Williams | 3      | 2      | 52 | 1991: Aaron Neville, #8 US pop |
| 1973                                                                            | "After Hours"                             | J. R. Bailey        | J. R. Bailey, Ken Williams | —      | 29     | —  | |
| 1975                                                                            | "Seven Lonely Nights"                     | The Four Tops       | J. R. Bailey, Ken Williams | 71     | 13     | —  | |
| "—" denotes releases that did not chart or were not released in that territory. |                                           |                     |                            |        |        |    | |